# Led Zeppelin Deluxe Edition
Led Zeppelin Deluxe Edition è una collana di ristampe di album del gruppo rock inglese Led Zeppelin, distribuiti dalla Atlantic Records.
La serie include tutti e nove gli album in studio del gruppo rimasterizzati dai nastri analogici originali con l'aggiunta di dischi bonus (The Companion Disc) con brani inediti e mix alternativi di brani noti (il primo album contiene il concerto del 10 ottobre 1969 a Parigi).
Gli album sono stati pubblicati in ordine cronologico. La prima parte di album (Led Zeppelin, Led Zeppelin II e Led Zeppelin III) è stata pubblicata il 2 giugno 2014 mentre la seconda include il quarto album e Houses of the Holy e sono usciti nel mese di ottobre dello stesso anno.
La terza, con Presence, In Through The Out Door e Coda è stata pubblicata a luglio 2015.

## Tracce
Le informazioni nei box denotano il disco 2 di ogni album, ciò di cui l'edizione Deluxe è composta, gli album standard (che hanno le proprie singole pagine) e il disco bonus.

### Led Zeppelin
1. Good Times Bad Times – 2:46 (John Bonham, John Paul Jones, Jimmy Page)
2. Babe I'm Gonna Leave You – 6:42 (Anne Bredon, Traditional arr., Jimmy Page, Robert Plant)
3. You Shook Me – 6:28 (Willie Dixon, J. B. Lenoir)
4. Dazed and Confused – 6:28 (Jimmy Page (inspired by Jake Holmes))
5. Your Time Is Gonna Come – 4:34 (Jones, Page)
6. Black Mountain Side – 2:12 (Page)
7. Communication Breakdown – 2:30 (Bonham, Jones, Page)
8. I Can't Quit You Baby – 4:42 (Dixon)
9. How Many More Times – 8:27 (Bonham, Jones, Page)

Live at the Olympia (disc 2)
1. Good Times Bad Times/Communication Breakdown – 3:52 (Bonham, Jones, Page)
2. I Can't Quit You Baby – 6:41 (Dixon)
3. Heartbreaker – 3:50 (Bonham, Jones, Page, Plant)
4. Dazed and Confused – 15:01 (Page)
5. White Summer/Black Mountain Side – 9:19 (Page)
6. You Shook Me – 11:56 (Dixon, Lenoir)
7. Moby Dick – 9:51 (Bonham, Jones, Page)
8. How Many More Times – 10:43 (Bonham, Jones, Page)

### Led Zeppelin II
1. Whole Lotta Love – 5:34 (Bonham, Dixon, Jones, Page, Plant)
2. What Is and What Should Never Be – 4:46 (Page, Plant)
3. The Lemon Song – 6:19 (Bonham, Chester Burnett, Jones, Page, Plant)
4. Thank You – 4:49 (Page, Plant)
5. Heartbreaker – 4:14 (Bonham, Jones, Page, Plant)
6. Living Loving Maid (She's Just a Woman) – 2:39 (Page, Plant)
7. Ramble On – 4:34 (Page, Plant)
8. Moby Dick – 4:20 (Bonham, Jones, Page)
9. Bring It On Home – 4:19 (Dixon)

Bonus Disc (disc 2)
1. Whole Lotta Love (Mix iniziale con voce) – 5:38 (Bonham, Dixon, Jones, Page, Plant)
2. What Is and What Should Never Be (Mix iniziale con voce) – 4:33 (Page, Plant)
3. Thank You (Backing Track) – 4:21 (Page, Plant)
4. Heartbreaker (Mix iniziale con voce) – 4:24 (Bonham, Jones, Page, Plant)
5. Living Loving Maid (She's Just a Woman) (Backing Track) – 3:08 (Page, Plant)
6. Ramble On (Mix iniziale con voce) – 4:43 (Page, Plant)
7. Moby Dick (Backing Track) – 1:37 (Bonham, Jones, Page)
8. La La (Intro/Outro Rough Mix) – 4:07 (Jones, Page)

### Led Zeppelin III
1. Immigrant Song – 2:26 (Page, Plant)
2. Friends – 3:55 (Page, Plant)
3. Celebration Day – 3:29 (Jones, Page, Plant)
4. Since I've Been Loving You – 7:25 (Jones, Page, Plant)
5. Out on the Tiles – 4:04 (Bonham, Page, Plant)
6. Gallows Pole – 4:58 (Traditional, arr. Page, Plant)
7. Tangerine – 3:12 (Page)
8. That's the Way – 5:38 (Page, Plant)
9. Bron-Y-Aur Stomp – 4:20 (Jones, Page, Plant)
10. Hats Off to (Roy) Harper – 3:41 (Traditional, arr. Charles Obscure)

The Companion Disc (disc 2)
1. The Immigrant Song (Alternate Mix) – 2:25 (Page, Plant)
2. Friends (Track, No Vocal) – 3:43 (Page, Plant)
3. Celebration Day (Alternate Mix) – 3:18 (Jones, Page, Plant)
4. Since I've Been Loving You (Rough Mix of First Recording) – 7:16 (Jones, Page, Plant)
5. Bathroom Sound (Track, No Vocal) – 4:00 (Bonham, Page, Plant)
6. Gallows Pole (Rough Mix) – 5:17 (Traditional, arr. Page, Plant)
7. That's the Way (Rough Mix with Dulcimer & Backwards Echo) – 5:22 (Page, Plant)
8. Jennings Farm Blues (Rough Mix of All Guitar Overdubs That Day) – 5:54 (Jones, Page, Plant)
9. Key to the Highway/Trouble in Mind (Rough Mix) – 4:05 (Big Bill Broonzy, Charlie Segar, Richard M. Jones)

### The Fourth Album
1. Black Dog – 4:54 (Jones, Page, Plant)
2. Rock and Roll – 3:40 (Bonham, Jones, Page, Plant)
3. The Battle of Evermore – 5:51 (Page, Plant)
4. Stairway to Heaven – 8:02 (Page, Plant)
5. Misty Mountain Hop – 4:38 (Jones, Page, Plant)
6. Four Sticks – 4:44 (Page, Plant)
7. Going to California – 3:31 (Page, Plant)
8. When the Levee Breaks – 7:07 (Bonham, Jones, Memphis Minnie, Page, Plant)

The Companion Disc (disc 2)
1. Black Dog (Basic Track with Guitar Overdubs) (Jones, Page, Plant)
2. Rock and Roll (Alternate Mix) (Bonham, Jones, Page, Plant)
3. The Battle of Evermore (Mandolin/Guitar Mix From Headley Grange) (Page, Plant)
4. Stairway to Heaven (Sunset Sound Mix) (Page, Plant)
5. Misty Mountain Hop (Alternate Mix) (Jones, Page, Plant)
6. Four Sticks (Alternate Mix) (Page, Plant)
7. Going to California (Mandolin/Guitar Mix) (Page, Plant)
8. When the Levee Breaks (Alternate U.K. Mix) (Bonham, Jones, Minnie, Page, Plant)

### Houses of the Holy
1. The Song Remains the Same – 5:32 (Page, Plant)
2. The Rain Song – 7:39 (Page, Plant)
3. Over the Hills and Far Away – 4:50 (Page, Plant)
4. The Crunge – 3:17 (Bonham, Jones, Page, Plant)
5. Dancing Days – 3:43 (Page, Plant)
6. D'yer Mak'er – 4:23 (Bonham, Jones, Page, Plant)
7. No Quarter – 7:00 (Jones, Page, Plant)
8. The Ocean – 4:31 (Bonham, Jones, Page, Plant)

The Companion Disc (disc 2)
1. The Song Remains The Same (Guitar Overdub Reference Mix) (Page, Plant)
2. The Rain Song (Mix Minus Piano) (Page, Plant)
3. Over the Hills and Far Away (Guitar Mix Backing Track) (Page, Plant)
4. The Crunge (Rough Mix - Keys Up) (Bonham, Jones, Page, Plant)
5. Dancing Days (Rough Mix with Vocal) (Page, Plant)
6. No Quarter (Rough Mix with JPJ Keyboard Overdubs - No Vocal) (Jones, Page, Plant)
7. The Ocean (Working Mix) (Bonham, Jones, Page, Plant)

### Physical Graffiti
1. Custard Pie
2. The Rover
3. In My Time of Dying
4. Houses of the Holy
5. Trampled Under Foot
6. Kashmir

1. In the Light
2. Bron-Yr-Aur
3. Down by the Seaside
4. Ten Years Gone
5. Night Flight
6. The Wanton Song
7. Boogie with Stu
8. Black Country Woman
9. Sick Again

Bonus Disc
1. Brandy & Coke (Initial/Rough Mix)
2. Sick Again (Early Version)
3. In My Time of Dying (Initial/Rough Mix)
4. Houses of the Holy (Rough Mix with Overdubs)
5. Everybody Makes It Through (Early Version/In Transit)
6. Boogie with Stu (Sunset Sound Mix)
7. Driving Through Kashmir (Rough Orchestra Mix)